# Шееб (район)
Шееб — район зоби (провінції) Семіен-Кей-Бахрі, що в Еритреї. Столиця — місто Шееб.